# Franglish
Franglish, de son vrai nom Gédéon Mundele Ngolo, né le 2 août 1994 dans le 19e arrondissement de Paris, est un chanteur de RnB, rappeur et danseur français.

## Biographie

### Enfance et débuts
D'origine congolaise et togolaise, Ngolo naît dans le 19e arrondissement de Paris le 2 août 1994.
Dès son plus jeune âge, il est passionné par le hip-hop ainsi que le RnB français et américain pendant son enfance ce qui l'incita à plonger dans le rap. Ses influences sont les rappeurs américains tels que Bow Wow et Tyga. Après avoir vu ses débuts Brownie Dubz Gang commence à l'appeler Mr. Franglish à cause de son freestyle mixte.
Il compose ses propres textes et collabore avec le groupe de rappeurs BFBC originaire de Montfermeil.

### Carrière
En 2013, il sort sa mixtape Franglish Prototype.
En 2015, il sort sa seconde mixtape, Changement d'ambiance,.
En 2019, il sort son premier album, Monsieur en collaboration avec KeBlack, Soolking, Dadju, Baby Glish, Abou Debeing, Alonzo et Vitaa.
Son album Monsieur a atteint la 16e place du classement des albums français en 2019. Son plus gros single a été My Salsa avec Tory Lanez.
En novembre 2019, il annonce la réédition de son album Monsieur.
En 2020, il apparaît dans l’album des frères rappeurs franco-algérien Hayce Lemsi et de Volts Face À des années lumières (Adal 2) sur le titre Juste du love.
En 2021, il sort son second album, Vibe.
Le 27 octobre 2022, il sort son troisième album Glish avec quelques featurings avec Ninho, Dadju, Rsko et Gradur.
Le 11 avril 2025 sort son album Aura[réf. souhaitée].

## Discographie

### Singles
- 2016 : C'est plus l'heure (feat. Dadju et Vegedream) Or[14]
- 2016 : Compte sur moi
- 2017 : Plus Haut
- 2018 : Boulde (sur la compilation Game Over)
- 2018 : Bébé na bébé
- 2018 : Elle
- 2018 : Plus rien (feat. KeBlack)
- 2018 : Vargas (feat. Alonzo)
- 2018 : Oui, ça va (feat. Vitaa)
- 2019 : Donna Imma Or[14]
- 2019 : Mama
- 2019 : Ensemble Or[14]
- 2020 : À cause de toi
- 2020 : Biberon (feat. Leto et Tiakola)
- 2020 : Mauvais Garçon
- 2020 : Mauvais Garçon (Remix) (feat. Kaaris)
- 2020 : My Salsa (feat. Tory Lanez)[15] Platine[14]
- 2020 : Ex Or[14]
- 2021 : Bonnie and Clyde
- 2021 : Baby Mama Or[14]
- 2021 : Sans moi (feat. Aya Nakamura) Or[14]
- 2021 : Tigini (Remix) (avec KikiMoteleba)
- 2021 : Peur d'aimer
- 2022 : Wifey
- 2022 : La Calle (feat. Koba LaD)
- 2022 : Bina
- 2022 : Mano Or[14]
- 2022 : Non non (feat. Gradur)
- 2022 : Sécu (feat. Ninho) Or[14]
- 2022 : Trucs de choses (feat. Gradur) Diamant[14]
- 2023 : Bolingo Platine[14]
- 2023 : Trop parler Platine[14]
- 2024 : Position Diamant[14]
- 2025 : Flex
- 2025 : La pluie (feat. Dinos) Or[14]
- 2025 : Bêtise

### Apparitions
- 2017 : Driks et Abou Debeing - Tu voulais
- 2018 : Dadju - Django (sur l'album Gentleman 2.0) Diamant[14]
- 2019 : Joé Dwèt Filé - Dernière chance (sur la compilation Game Over Volume 2)
- 2019 : Eva - Fiable (sur l'album Queen)
- 2020 : Imen Es - Dsl (sur l'album Nos vies)
- 2020 : Lyna Mahyem - Plan B (sur l'album Femme forte)
- 2020 : Soolking avec Lynda Sherazade, Heuss l'Enfoiré, L'Algérino & Franglish - Jennifer Remix (sur la réédition de l'album Geanforth Vintage)
- 2020 : CKay avec Franglish  - Love Nwantiti (French Remix)
- 2020 : Bedjik avec Franglish & Dadju - De l'oseille (sur l'album L'île parodisiaque)
- 2020 : Hayce Lemsi x Volts Face - Juste du Love
- 2021 : Ya Levis - Pour Moi
- 2021 : Alonzo - Mayday (sur la mixtape Capo dei Capi Vol. II)
- 2021 : Gazo avec Franglish et Landy - Go (sur la mixtape Drill FR) Or[14]
- 2021 : L'Algérino - Excuse my French (sur l'album Moonlight)
- 2021 : Lynda - Comme avant (sur l'album Papillon)
- 2021 : Driks avec Abou Debeing, Dadju et Franglish - Plan (sur l'album Hackcœur)
- 2021 : H Magnum - JRTS (sur l'album Bansky)
- 2021 : Tayc avec Franglish & MHD - B L A C K C A R D (sur l'album Fleur froide - Second état : la cristallisation)
- 2021 : Cinco - BB (sur l'album Sacrifices)
- 2022 : Leto - Overbooké (sur l'album 17% (Extension))
- 2022 : Joé Dwèt Filé - No more drama (sur l'album Calypso (Winter Edition))
- 2022 : Nej' - Toi + moi (sur l'EP SOS (Chapitre 3))
- 2023 : Gaulois - Rainté (sur l'album La Gaule, vol.1)
- 2023 : Waïv - Dernière  chance (sur l'album Vous comprendrez plus tard)
- 2023 : Gambino La MG - Eyes Contact (sur l'album Après Gambinerie)
- 2023 : L2B - Dans la chambre avec Franglish Platine[14]
- 2024 : KeBlack -  Boucan avec Franglish Diamant[14]
- 2024 : Kore avec Leslie & Franglish - Dans les veines
- 2024 : La Fouine - Rapide  avec Franglish (sur la mixtape Capitale du Crime Radio)
- 2025 : Cheu-B -  Appât du gain avec Franglish (sur la mixtape Bigsky Energy)

## Classements et certifications

### Albums
| Titre    | Détails de l'album                                                                              | Meilleure position | Meilleure position | Meilleure position | Meilleure position | Meilleure position | Certification           |
| Titre    | Détails de l'album                                                                              | FRA                | BEL (FLA)          | BEL (Wa)           | SUI                | ROM                | Certification           |
| -------- | ----------------------------------------------------------------------------------------------- | ------------------ | ------------------ | ------------------ | ------------------ | ------------------ | ----------------------- |
| Monsieur | - Sortie : 5 avril 2019 - Label : Universal - Format : CD, téléchargement numérique, streaming  | 16                 | —                  | 57                 | 99                 | 45                 | France (SNEP) : Platine |
| Vibe     | - Sortie : 9 juillet 2021 - Label : Capitol - Format : CD, téléchargement numérique, streaming  | 3                  | 176                | 14                 | 40                 | —                  | France (SNEP) : Or      |
| Glish    | - Sortie : 28 octobre 2022 - Label : Capitol - Format : CD, téléchargement numérique, streaming | 6                  | —                  | 21                 | 48                 | —                  | France (SNEP) : Platine |
| Prime    | - Sortie : 15 février 2024 - Label : Capitol - Format : CD, téléchargement numérique, streaming | 9                  | 39                 | —                  | 49                 | —                  | France (SNEP) : Or      |

### Mixtapes
| Titre                                                             | Détails de l'album                                                                                | Meilleure positions | Meilleure positions | Certifications     |
| Titre                                                             | Détails de l'album                                                                                | FRA                 | BEL (Wa)            | Certifications     |
| ----------------------------------------------------------------- | ------------------------------------------------------------------------------------------------- | ------------------- | ------------------- | ------------------ |
| Franglish Prototype                                               | - Sortie : 16 septembre 2013 - Label: Lutèce Music - Format : Téléchargement numérique, streaming | —                   | —                   | —                  |
| Changement d'ambiance                                             | - Sortie : 16 février 2015 - Label: Lutèce Music - Format : Téléchargement numérique, streaming   | —                   | —                   | —                  |
| Signature                                                         | - Sortie : 10 novembre 2017 - Label: Lutèce Music - Format : Téléchargement numérique, streaming  | 144                 | 187                 | —                  |
| Mood                                                              | - Sortie : 12 juin 2020 - Label: Def Jam / Island - Format : Téléchargement numérique, streaming  | —                   | —                   | —                  |
| Mood 2                                                            | - Sortie : 25 mars 2022 - Label: Lutèce Music - Format : Téléchargement numérique, streaming      | 3                   | —                   | France (SNEP) : Or |
| « — » indique que l'album n'est pas sorti ou classé dans le pays. |                                                                                                   |                     |                     |                    |